# Гарлате (коммуна)
Гарлате (итал. Garlate) — коммуна в Италии, располагается в регионе Ломбардия, подчиняется административному центру Лекко.
Население составляет 2525 человек, плотность населения составляет 1.180 чел./км². Занимает площадь 2,14 км². Почтовый индекс — 23852. Телефонный код — 0341.
Покровителем населённого пункта считается святой Стефан Первомученик. Праздник ежегодно празднуется 26 декабря.
Стоит на правом берегу одноимённого озера.